# Worończa
Worończa (biał. Варонча) – agromiasteczko na Białorusi, w obwodzie grodzieńskim, w rejonie korelickim, w sielsowiecie Rajca. 

## Historia
Za II Rzeczypospolitej miejscowość była siedzibą wiejskiej gminy Cyryn. 30 kwietnia 1943, dla uczczenia święta 1 maja, partyzanci sowieccy napadli na osadę i zamordowali ostatnich właścicieli tutejszego dworu: Izabelę Lubańską de domo Mierzejewską, jej córkę Aleksandrę Czarnocką, wnuka Józefa Czarnockiego oraz jego żonę, Jadwigę de domo Ścibor-Marchocką. Z mordu ocalał kilkunastoletni Antoni Czarnocki. Sowieci spalili wówczas zabytkowy dwór o wyróżniającej się architekturze kresowej. Rodzina Czarnockich wyróżniała się w pracy konspiracyjnej na rzecz Armii Krajowej, udzielała pomocy zbiegom, w tym Żydom i jeńcom sowieckim. Pomordowana rodzina spoczywa na lokalnym cmentarzu.
Do 4 kwietnia 2017 centrum administracyjne sielsowietu woroneckiego.

## Obiekty
Siedziba parafii prawosławnej (pw. św. Eufrozyny Połockiej) i rzymskokatolickiej (pw. św. Anny).
Miejscowość stanowi ośrodek niewielkiego przemysłu spożywczego.

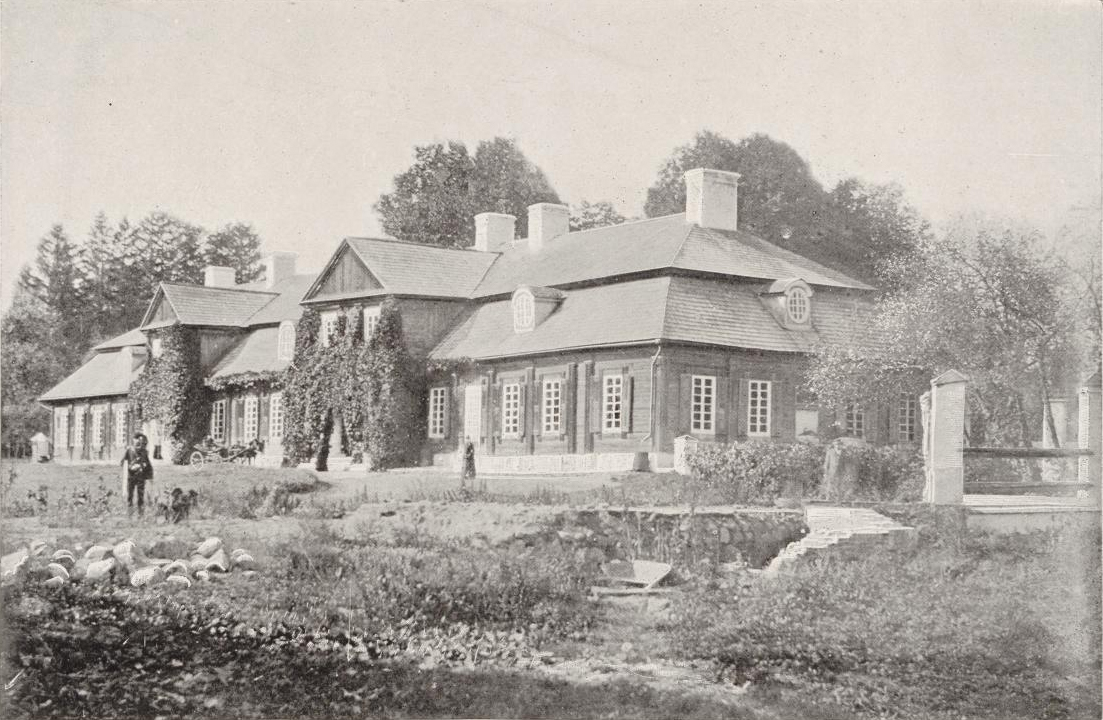
Dwór w Worończy przed 1900 rokiem

## Zabytki
- barokowy kościół Św. Anny, 1773
- browar, 1898
- cmentarz katolicki
- park z XVIII wieku wokół zniszczonego dworu Lubańskich

## Inne obiekty
- cerkiew pw. św. Eufrozyny Połockiej, 2006[3]